# Pino D'Angiò
Pino D'Angiò, artiestennaam van Giuseppe Chierchia (Pompeï, 14 augustus 1952 – Formello, 6 juli 2024) was een Italiaanse zanger. Hij trad vaak op met een sigaret.

## Carrière
Pino D'Angiò behaalde zijn grootste en enige succes met de italodiscoplaat Ma quale idea uit 1981. In verschillende landen stond deze plaat in de zomer van 1981 in de top van de hitlijsten.
In Nederland was de plaat op vrijdag 29 mei 1981 Veronica Alarmschijf op Hilversum 3 en werd een gigantische hit in de destijds drie hitlijsten op de nationale publieke popzender. De plaat bereikte de derde positie in de Nederlandse Top 40 en de tweede positie in zowel de Nationale Hitparade als de TROS Top 50. In de Europese hitlijst op Hilversum 3, de TROS Europarade, werd de twaalfde positie behaald. In België bereikte de plaat de negende positie in zowel de voorloper van de Vlaamse Ultratop 50 als de Vlaamse Radio 2 Top 30.
De baslijn van dit nummer komt uit Ain't No Stoppin' Us Now van het Amerikaanse duo McFadden & Whitehead. Madison Avenue samplede op zijn beurt de basslijn van Ma quale idea in het nummer Don't Call Me Baby in 1999.
Pino D'Angiò bracht naast Ma quale idea nog enkele andere singles uit. Zijn album ...balla! heeft de Nederlandse Album Top 100 nooit aangedaan.
Age of Love was een danceproject van Pino D'Angiò en de Italiaanse producer Bruno Sanchioni (later bekend van BBE). Ze brachten in 1990 het nummer Age of Love uit. Het werd geen succes tot het Duitse duo Jam & Spoon er in 1992 er een succesvolle trancehit van maakten, die om de zoveel jaar opnieuw wordt uitgebracht. 
D'Angiò overleed op 6 juli 2024 op 71-jarige leeftijd.

## Discografie

### Albums
- 1980 - ...balla!, Rifi
- 1982 - Ti regalo della musica, Rifi
- 1983 - Una notte maledetta, SGM
- 1983 - Evelonpappa, Evelonmamma, WEA
- 1985 - Sunshine Blue, SGM
- 1988 - Gente sì & gente no, Carosello
- 1989 - Dancing in Jazz, Carosello
- 1991 - Siamo tutti stufi, Carosello
- 1996 - Notte d'amore, Pull
- 1999 - I successi, D.V. More Record
- 2001 - Distintos, Discoloco Records
- 2002 - Lettere a Federico Fellini, [PIAS]

### Singles met hitnotering
| Single met eventuele hitnotering(en) in de Nederlandse Top 40 | Datum van verschijnen | Datum van binnenkomst | Hoogste positie | Aantal weken | Opmerkingen                                                                            |
| ------------------------------------------------------------- | --------------------- | --------------------- | --------------- | ------------ | -------------------------------------------------------------------------------------- |
| Ma quale idea                                                 | 23-05-1981            | 06-06-1981            | 3               | 9            | #2 in de Nationale Hitparade / #2 in de TROS Top 50 / Veronica Alarmschijf Hilversum 3 |

### NPO Radio 2 Top 2000
Van Pino D'Angiò stond alleen Ma quale idea in 2000 in de NPO Radio 2 Top 2000, op plek 1388.